# João Francisco Braga
João Francisco Braga (* 24. August 1868 in Pelotas, Brasilien; † 13. Oktober 1937) war Erzbischof von Curitiba.

## Leben
João Francisco Braga wurde am 23. Dezember 1899 zum Diakon geweiht. Er empfing am 17. April 1900 das Sakrament der Priesterweihe.
Am 9. April 1902 ernannte ihn Papst Leo XIII. zum Bischof von Petrópolis. Der Bischof von São Pedro do Rio Grande do Sul, Cláudio José Gonçalves Ponce de Leão CM, spendete ihm am 24. August desselben Jahres die Bischofsweihe. Die Amtseinführung fand am 26. Oktober 1902 statt.
Papst Pius X. bestellte ihn am 27. Oktober 1907 zum Bischof von Curitiba. Die Amtseinführung erfolgte am 17. Februar 1908. Am 10. Mai 1926 wurde João Francisco Braga infolge der Erhebung des Bistums Curitiba zum Erzbistum erster Erzbischof von Curitiba. Papst Pius XI. nahm am 22. Juni 1935 das von Braga vorgebrachte Rücktrittsgesuch an und ernannte ihn zum Titularerzbischof von Soteropolis.